# Wali (administrativní titul)

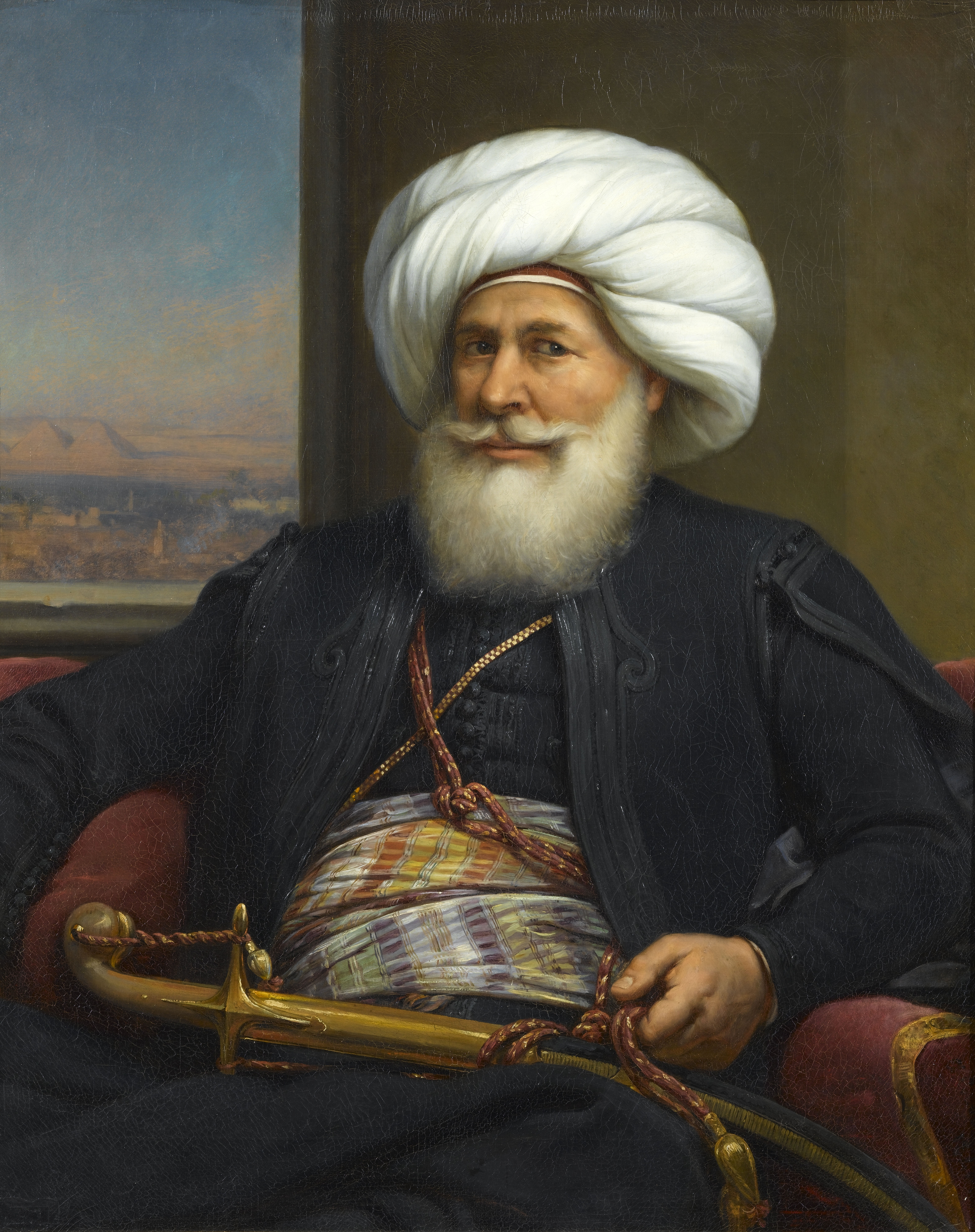
Muhammad Alí Paša, egyptský válí

Rostom (Rustam Khan), safíovský wali z Kartli v Gruzii.

Wāli, Wā'lī nebo vali, je správní titul, který se používal v muslimském světě (včetně chalífátů a Osmanské říše) pro označení guvernérů správních oblastí. Stále se používá v některých zemích ovlivněných arabskou nebo muslimskou kulturou. Území, které wálí spravuje, se nazývá vilaja nebo v případě osmanského Turecka "vilajet".
Titul v současné době také odkazuje na ceremoniální hlavu Bangsamora, autonomní oblasti Filipín s muslimskou většinou.

## Alžírsko
V Alžírsku je wāli „ guvernér “ a hlava v 58 provinciích země a je vybrán prezidentem.

## Filipíny
Na Filipínách je výraz Wa'lī označením hlavy autonomní oblasti Bangsamoro na muslimském ostrově Mindanao. Wa'lī má ceremoniální funkce a pravomoci, jako například morální opatrovnictví území a svolávání a rozpouštění jeho parlamentu.

## Írán
V Íránu je tento termín známý pod názvem Vāli a označuje vrchního guvernéra nebo místního vládce významné provincie.

## Osmanská říše
"Vali" (ve francouzském překladu "gouverneur-général") bylo v Osmanské říši nejběžnější označení osmanského guvernéra, který měl na starosti vilajet, přičemž se často jednalo o vojenského důstojníka, například pašu.

## Maroko
Od reformy regionalizace Maroka v roce 1997 je Wāli guvernérem jednoho z dvanácti marockých regionů.

## Pákistán
V Pákistánu získali vládci bývalého knížecího státu Svát titul Wali.

## Tunisko
V Tunisku je wāli „ guvernérem “ a správní hlavou každé z 24 provincií země a je vybírán prezidentem .

## Turecko
V Turecku je Vali provinční guvernér některé z 81 tureckých provincií. Je navrhován ministrem vnitra a jmenován prezidentem. Vali dohlíží na fungování státních struktur, jako je bezpečnost a údržba, a dohlíží také na volené provinční a obecní rady. Během výjimečného stavu v letech 1987-2002 existoval tzv. supervalí, který dohlížel na valí v 13 provinciích v jihovýchodní Anatolii.